# Marina Arcangeli
Marina Arcangeli (ur. 17 marca 1956 w Bolonii) – włoska piosenkarka pop.
W wieku szesnastu lat przeniosła się do Rzymu, gdzie rok później wstąpiła do grupy Schola Cantorum, z którą wystąpiła m.in. na Festiwalu Piosenki Włoskiej w San Remo w 1978 z piosenką „Il mio amore”. Rok wcześniej nagrała z Rino Gaetano duet „Sei ottavi”. W latach osiemdziesiątych nagrała kilkanaście solowych piosenek, m.in. „Via”, „Girodonto”, „Tempo di morire” z płyty Via (1981) oraz tytułową piosenkę z minialbumu Io amo (1984). W 1989 wystąpiła ponownie na Festiwalu Piosenki Włoskiej z singlem „Il poeta”. W 1985 roku wystąpiła w niemieckim filmie Die Kurve kriegen. W tym samym roku nagrała piosenkę do filmu Wojownicy z dżungli (Euer Weg führt durch die Hölle).